# Joey Baron

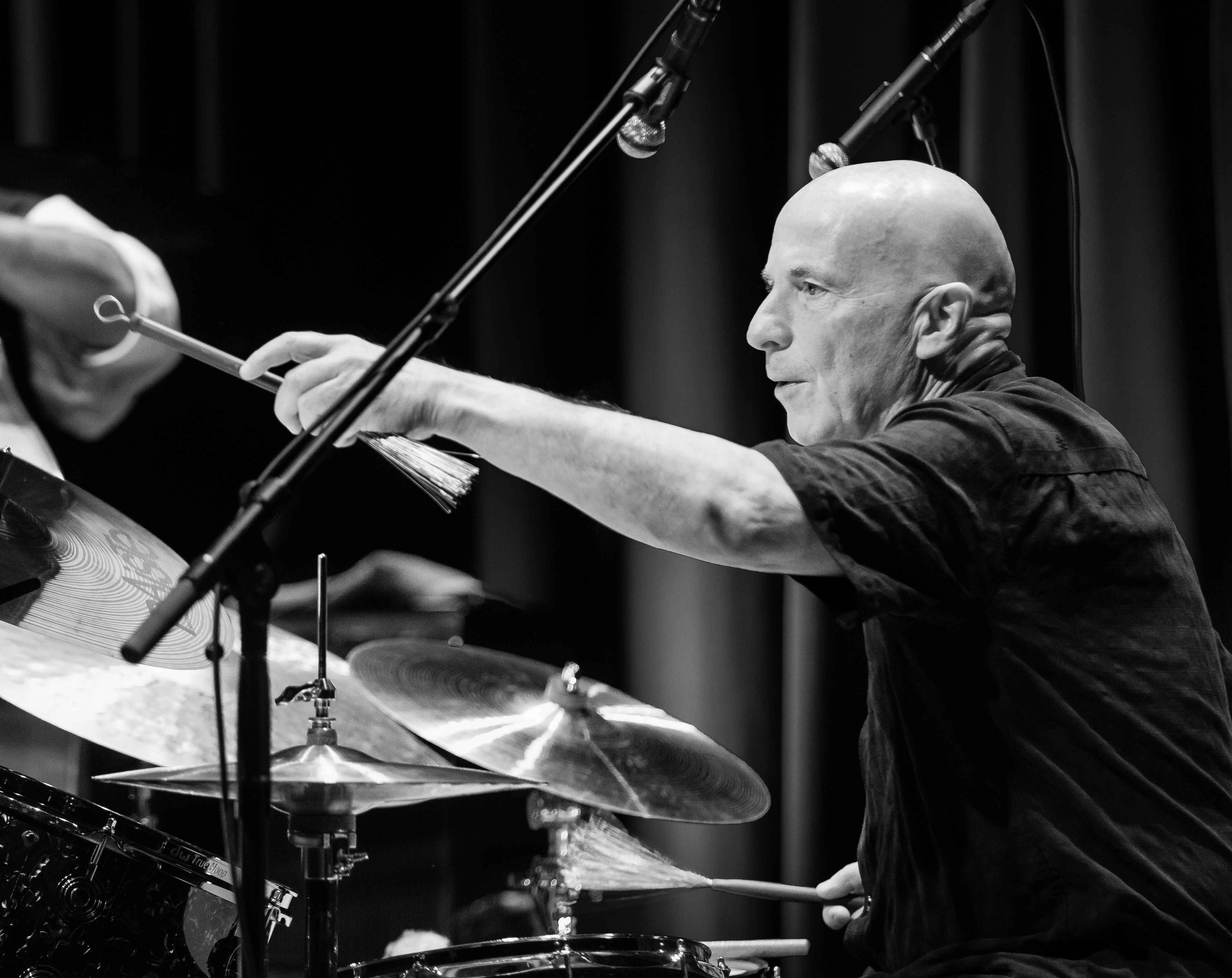
Joey Baron på scenen i Munch, Oslo 2023.

Joey Baron, född 26 juni 1955 i Richmond, Virginia, är en amerikansk avant-garde jazz-trummis, kanske mest känd för sitt arbete med Bill Frisell, Stan Getz och John Zorn. 

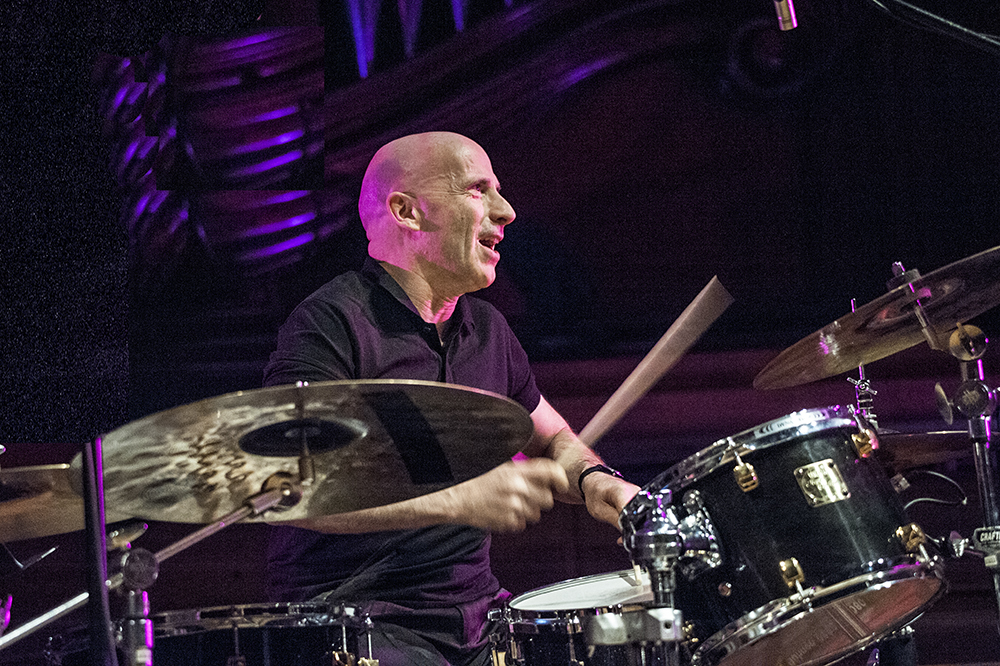
Joey Baron spelar med Tomasz Stańko på Koncerthuset i Warszawa, december 2010.

Han har också framträtt tillsammans med Los Angeles Philharmonic, Tony Bennett, Carmen McRae, Laurie Anderson, John Scofield, Al Jarreau, Jim Hall, Eric Vloeimans, Dizzy Gillespie, Art Pepper, John Abercrombie och Tim Berne. Egna grupper han har lett är bland annat "Down Home Group", Barondown och Killer Joey.
Baron medverkade i Nicolas Humbert och Werner Penzels dokumentär från 1990 om Fred Frith, Step Across the Border.